# Астраданцев, Дмитрий Борисович
Дмитрий Борисович Астраданцев (1904 — 12 марта 1945) — советский композитор, пианист. Один из первых авторов музыки к кинофильмам.

## Биография
Родился в 1904 году, сын артистки Марии Алексеевны Астраданцевой (1883—1960).
С начала 1920-х выступал как пианист-импровизатор на эстраде и как тапёр в кинотеатрах Ленинграда, работал в Театре марионеток. Был другом Дмитрия Шостаковича.
С приходом звука в кино стал одним из первых композиторов для кинокартин. Первой его работой стала музыка к фильму «Золотой клюв» 1929 года — одному из трёх последних немых фильмов, к которым была специально написана музыка для исполнения симфоническим оркестром, а не тапёром.
В годы Великой Отечественной войны находился в блокированном Ленинграде, но и здесь — голодая — продолжил сочинять музыку к фильмам, но уже документальным.

Композитор Д. Астраданцев, подкрепившись продуктами, привезенными из Москвы, несколько ожил — ко времени нашего приезда он был в очень тяжелом состоянии,— приступил к работе над музыкой к нашему фильму.— режиссёр Роман Кармен, о съёмках документального фильма «Ленинград в борьбе» 1942 года
Также во время войны написал музыку к поэме «Песнь о Соколе» Максима Горького, с которой во фронтовой бригаде выступали Владимир Гардин и его жена Татьяна Булах:

За автора читали в два голоса или разделяли фразы между собой; за Сокола Татьяна Дмитриевна, за Ужа — я. Музыку нам написал талантливый, своеобразный музыкант Д. Астраданцев. (К сожалению, во время блокады мы утеряли ноты, а смерть автора сделала невозвратимой эту потерю.)— Владимир Гардин
В 1944 году награждён Орденом Трудового Красного Знамени — «за успешную работу в области советской кинематографии в дни Великой Отечественной войны и выпуск высокохудожественных кинокартин».
Умер 12 марта 1945 года. Похоронен на Серафимовском кладбище.

## Музыка к фильмам
Автор музыки к художественным фильмам:
- 1929 — Золотой клюв
- 1930 — Спящая красавица
- 1930 — Города и годы
- 1931 — Мститель
- 1933 — Анненковщина
- 1935 — Новая родина
- 1940 — Музыкальная история
- 1941 — Киноконцерт 1941 года

Автор музыки к документальным фильмам:
- 1940 — Линия Маннергейма
- 1942 — Черноморцы
- 1942 — Ленинград в борьбе
- 1942 — 69 параллель
- 1943 — Народные мстители
- 1944 — Битва за Севастополь